# Pawieł Jezowskich
Pawieł Pawłowicz Jezowskich, ros. Павел Павлович Езовских (ur. 27 stycznia 1958 w Czelabińsku) – radziecki i rosyjski hokeista. Trener hokejowy.
Jego brat bliźniak Aleksandr także był hokeistą.

## Kariera zawodnicza
- Mietałłłurg Czelabińsk (1975-1977)
- Dynama Mińsk (1977)
- Dinamo Moskwa (1977-1979)
- Traktor Czelabińsk (1979-1989)
- HC Pustertal–Val Pusteria (1989-1990)
- Mieczeł Czelabińsk (1990-1993)
- Naprzód Janów (1992-1995)

W barwach ZSRR uczestniczył w turnieju mistrzostw świata juniorów do lat 20 w 1978 oraz w turnieju hokejowym na Zimowej Uniwersjadzie 1985.
Przez wiele sezonów był zawodnikiem drużyn w rodzinnym Czelabińsku. Występował także w lidze włoskiej oraz lidze polskiej w klubie Naprzód Janów w sezonach: 1992/1993, 1993/1994 i 1994/1995 (w tym czasie w Janowie występowali także inni Rosjanie: Igor Żylinski, Oleg Siemiendiajew).

## Kariera trenerska
- UralAZ Miass (1995-1998), asystent trenera
- Traktor Czelabińsk 2 (1998-1999), asystent trenera
- Traktor Czelabińsk (1999-2002), asystent trenera
- Traktor Czelabińsk 2 (2002-2004), główny trener
- Kristałł-Jugra Biełojarskij (2006-2009), główny trener
- Jugra JuKIOR (2010-2011), główny trener
- Mamonty Jugry Chanty-Mansyjsk (2011-2015), główny trener
- Jugra Chanty-Mansyjsk (2015-2016), główny trener

Po zakończeniu kariery zawodniczej rozpoczął pracę trenera. W 2011 był organizatorem i w latach 2011-2015 główny trenerem drużyny juniorskiej Mamonty Jugry z Chanty-Mansyjska, występującej w rozgrywkach MHL. Od kwietnia 2015 do września 2016 był głównym trener seniorskiego zespołu Jugry Chanty-Mansyjsk.

## Sukcesy
Zawodnicze reprezentacyjne
- Złoty medal mistrzostw świata juniorów do lat 20: 1978
- Złoty medal Zimowej Uniwersjady: 1985

Zawodnicze klubowe
- Srebrny medal mistrzostw ZSRR: 1978, 1979 z Dinamem Moskwa
- Finał Pucharu ZSRR: 1979 z Dinamem Moskwa

Szkoleniowe
- Brązowy medal MHL: 2013 z Mamontami Jugry Chanty-Mansyjsk